# シラタマカズラ
シラタマカズラ Psychotria serpens L. は木や岩に這い上るアカネ科の植物。丸くて白い果実を沢山つける。

## 特徴
付着根で基物に張り付いて這い上る藤本。全株無毛。茎には節があって葉を対生する。托葉は長さ3mm、卵形から卵円形で先端が小さく2裂している。葉は革質で倒披針形から倒卵状楕円形、長さ1.5-4cm、幅は約3mm、先端はやや尖り、基部は次第に狭まって長さ2-4mmの葉柄に続く。
花期は5-7月、枝の先に散房状の集散花序を出し、まばらに多数の花を付ける。苞葉はごく小さくて広三角形。萼は倒三角形で長さ0.8mm、幅1.5mmで先端は浅く5裂する。花冠は白色で短い漏斗形になっており、筒の部分の内側には白い軟毛が一面にあり、先端は5裂し、それぞれ平らに開く。個々の裂片は狭卵形で長さ2mm、先端はやや尖り、両面共に無毛。
液果は球状楕円形で長さ4-5mm、先端には萼の歯が残り、熟すと白くなる。種子は楕円形で、長さ4mm、背面には縦に3本の稜が走る。
和名は果実の色と形による。別名にイワズタイがあり、これは「岩伝い」の意で、茎が這っていくことによる。ほかに果実に味がないことから、「ワラベナカセ（童泣かせ）」ということがあるとのこと。

## 分布と生育環境
本州では和歌山県、四国と九州の南部、それに琉球列島に産する。国外では台湾と中国大陸南部、それにインドシナに分布がある。北限である和歌山県での分布は串本町と那智勝浦町の一部からしか知られていない。串本の紀伊大島では、スダジイ林の林床から樹幹、岩上などに見られ、一部林床では本種が優占している場所がある。沖縄ではリュウキュウマツの林から山地の森林の林縁、あるいは路傍まで見られ、樹幹や岩に這い上って高さ2-4mほどにまで達する。

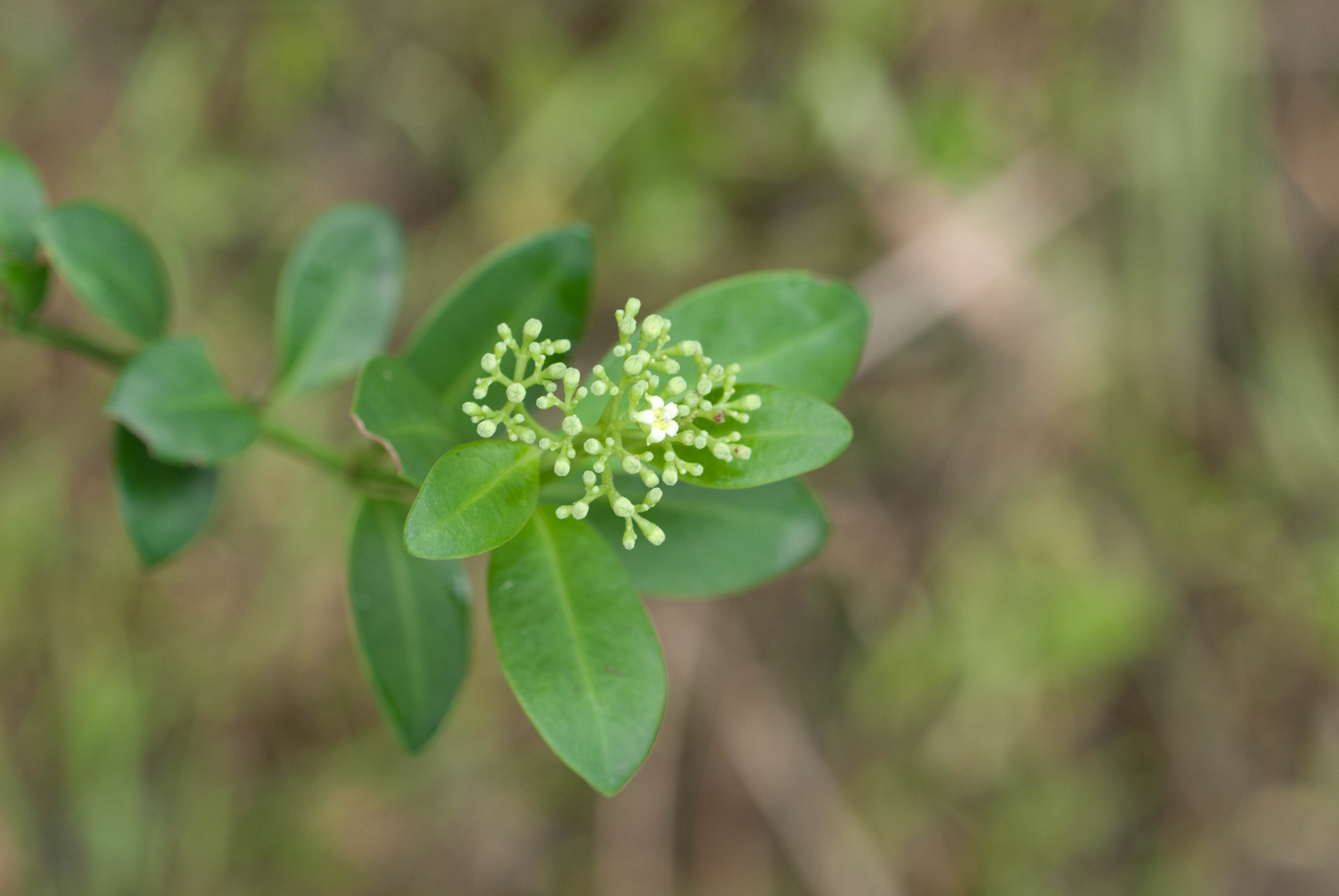
花序と花
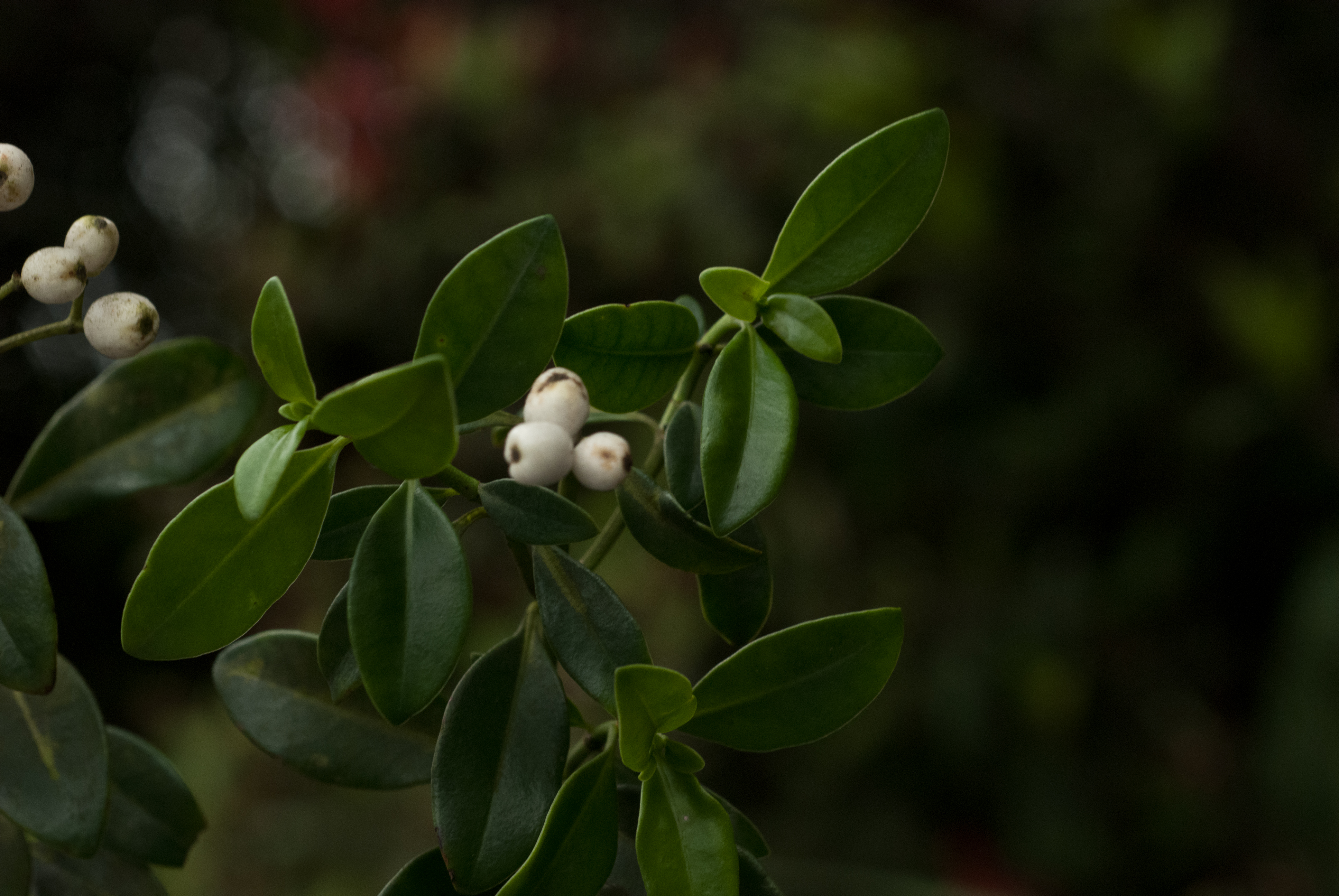
白い果実
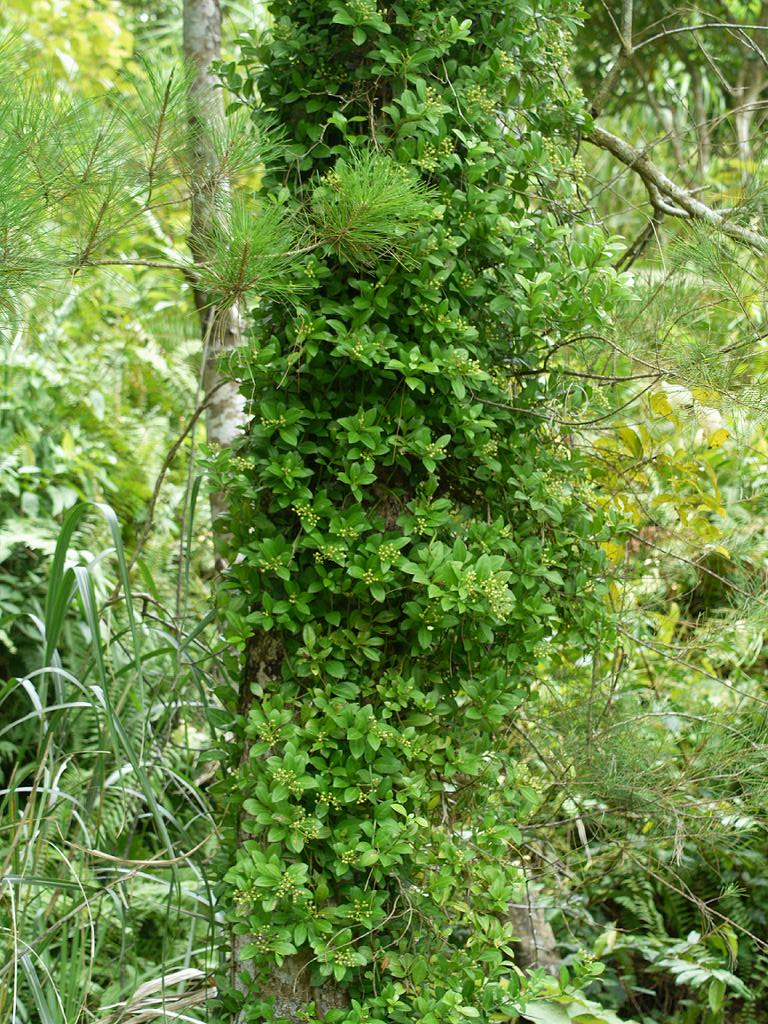
樹皮に這い登り、覆い尽くした姿

## 近縁種など
この主が所属するボチョウジ属は世界の熱帯から亜熱帯に700種を擁し、高木から低木、本種のような藤本までを含む。日本には5種があり、そのうち3種は低木である。属名のボチョウジは沖縄に産する低木である。同じく藤本であるオオシラタマカズラ P. boninensis は小笠原諸島に産する。本種とは葉が大きく、大きいものは10cmにもなることや托葉の先が丸いことなどで区別出来る。
他の3種はいずれも低木で、ボチョウジ P. rubra とナガミボチョウジ P. manillensis はいずれも琉球列島では森林下に普通に見られる。

## 利用
観賞用に栽培されることがある。
他に薬用として用いられている例もある。生薬として中国の市場に流通している絡石藤(Luoshiteng) は、抗炎症、鎮痛、解熱、血液循環促進、免疫調整などの作用を有するものとされている。中国薬典ではこれはタイワンテイカカズラ Trachelospermum jasminoides の茎葉と規定されている。ところが、実際にはオオイタビ Ficus pumila と本種もこの薬の名で流通している。このうち本来のものは葉の特徴から判別が容易だが、後2者は肉眼では区別が難しい。その素材から成分検討したところ、本種に由来するものも他種からも分離されているrutin が分離された。しかし生理活性の検討では効果が見られなかったとのこと。

## 保護の状況
環境省のレッドリストでは取り上げられていない。各県のレベルでは和歌山県、徳島県、高知県で絶滅危惧II類に指定されている。南の地域では普通種なので、それを反映しているのであろう。